# Trauma balistico
Un trauma balistico (genericamente anche ferita d'arma da fuoco, in inglese "gunshot wound") indica una forma di trauma fisico dovuto all'impatto di proiettili come pallottole, pallettoni o pallini sparate da armi da fuoco, o anche,  ma raramente mancando la canna,  per l'improvviso scoppio di munizioni in depositi o caricatori. Le forme più comuni di trauma balistico derivano dalle armi da fuoco utilizzate in scontri armati sia in tempo di guerra che di pace, all'utilizzo ricreativo di armi sia nella caccia che nel tiro a segno, a tentativi di suicidio o di omicidio.
Esso può risultare fatale, perché potrebbe colpire e ledere in modo serio organi vitali oppure causare un'emorragia che può essere controllata con il laccio emostatico o meno. Può causare ferite o lesioni permanenti e provocare disabilità fisica, temporanea o permanente.

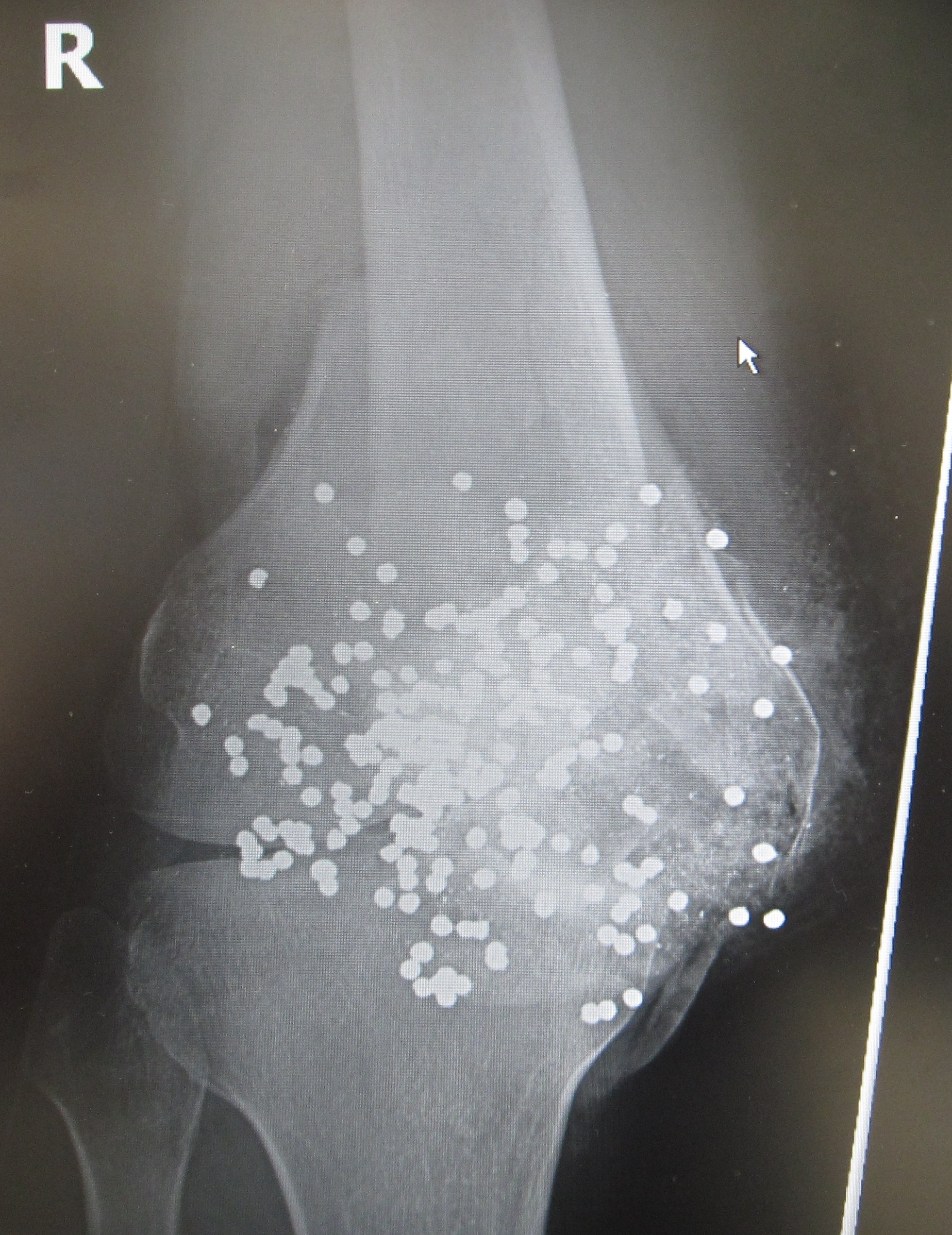
Grave ferita causata dai pallini di un fucile a munizione spezzata (pallini). Si nota una frattura scomposta del femore (con rischio di embolia grassa) e un forte edema dei tessuti molli. Se anche l'arteria femorale è danneggiata, si può avere una imponente emorragia che potrebbe richiedere legatura e amputazione della gamba al di sotto del ginocchio.

## Lesioni
L'immediato effetto di un proiettile è tipicamente una grave emorragia, che può portare ad uno shock ipovolemico, una condizione caratterizzata da un apporto inadeguato di liquidi e di ossigeno agli organi vitali: la carenza di ossigeno è dovuta alla perdita di sangue, che contiene emoglobina indispensabile al corretto trasporto dell'ossigeno verso i tessuti.
Gli effetti immediati (fino alla morte) si hanno quando un proiettile colpisce un organo vitale come il cuore, o anche causando una emorragia nel pericardio che provoca tamponamento cardiaco, oppure quando vengono colpite le parti più basilari del sistema nervoso centrale come il tronco cerebrale (ad esempio i centri di controllo respiratorio e cardio/pressorio del midollo allungato ed altre strutture molto delicate del ponte di Varolio e del mesencefalo).
Altre cause comuni (ma più lente) della morte in seguito a ferite d'arma da fuoco includono il dissanguamento, l'ipossia causata dal pneumotorace (quando viene perforata la gabbia toracica e l'aria penetra nello spazio pleurico, causando il collasso dei polmoni), ferite catastrofiche alle arterie (aorta, arterie iliache, brachiali, femorali), ai vasi venosi del collo che portano il sangue dalla testa verso la vena cava superiore e, da lì, al cuore, che aperti all'esterno possono causare embolia gassosa.

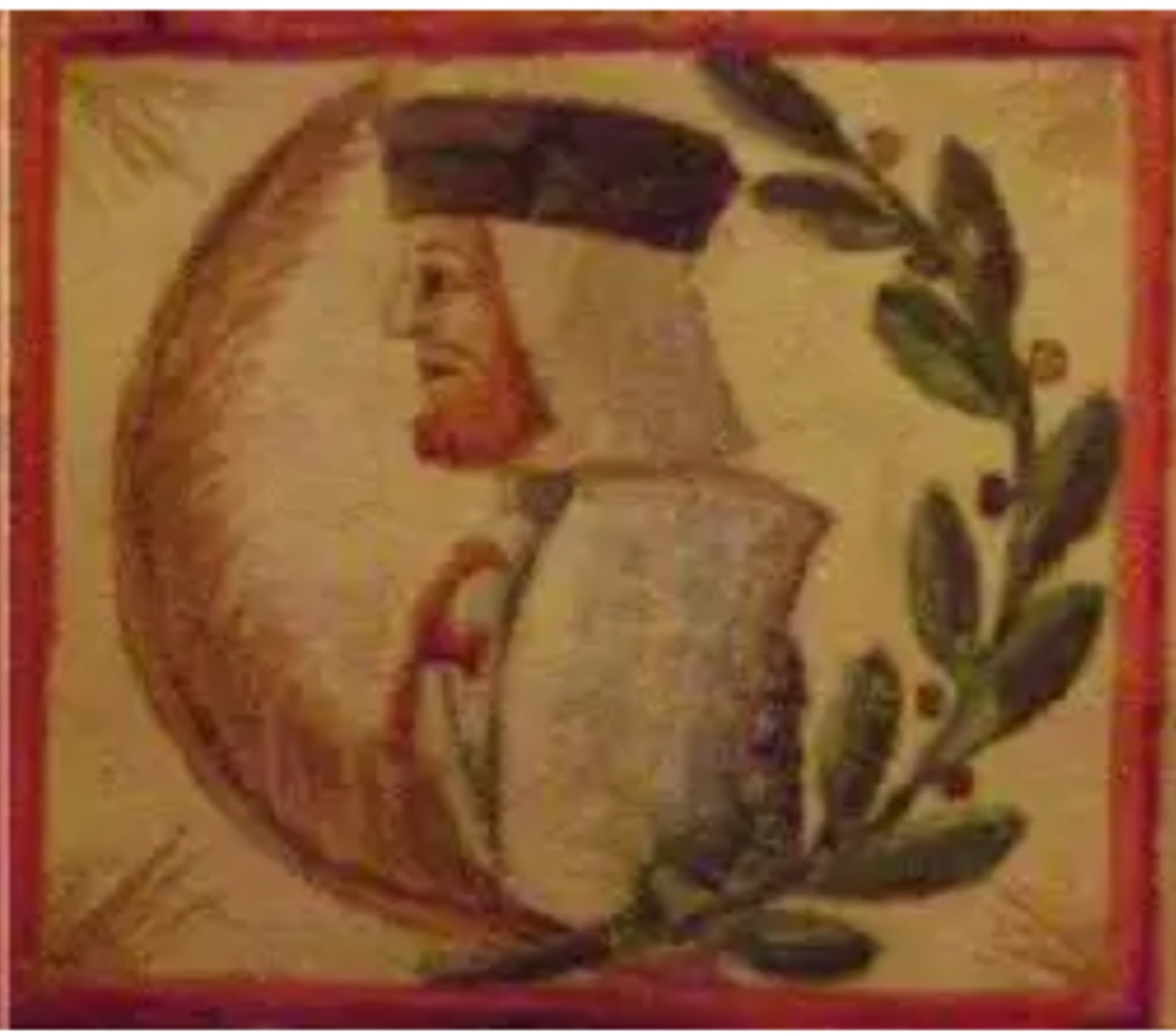
Gaspare Sanseverino detto Fracasso: sopravvissuto a un colpo di archibugio che gli trapassò le guance da lato a lato e compromise la lingua, grazie alla chirurgia dell'epoca (1485) sopravvisse e conservò persino l'uso della parola.

Il dissanguamento può essere dovuto ad un'emorragia esterna, che avviene molto rapidamente quando viene colpita un'arteria (sangue rosso brillante, zampillante a fiotti intermittenti) oppure ad una emorragia interna, ad esempio per la lesione di un'arteria o vena polmonare, che provoca anche il pneumotorace. Il paziente ha una sensazione di freddo, perché l'organismo reagisce deviando la circolazione dalla periferia (pelle, braccia, gambe) verso addome, tronco e testa. Se la lesione avviene in un arto, si può salvare il paziente con un tourniquet a monte della ferita (anche di fortuna, come una cintura) ma bisognerebbe scrivere su un foglietto attaccato al paziente, oppure sulla pelle, l'ora e minuto in cui si è collocato il laccio, che non si può togliere se non in ambito ospedaliero o di ambulanza medica, perché levandolo si può mettere in circolazione tessuto necrotico e potassio in eccesso (sindrome da schiacciamento).

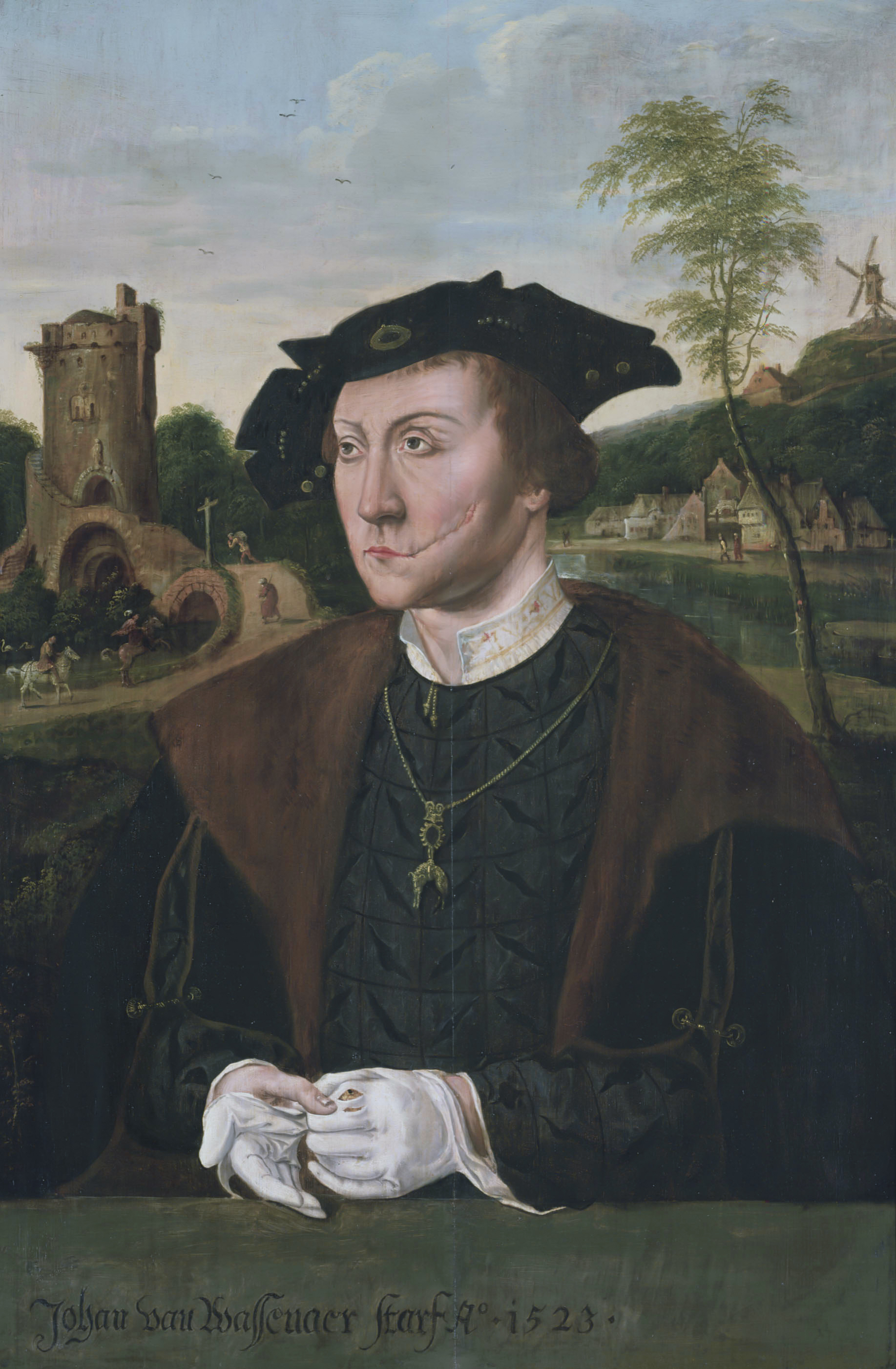
Il conte Jan II van Wassenaer: ferito da un'arma da fuoco alla faccia, il proiettile si conficcò nella mascella. Il ritratto mostra la cicatrice ancora fresca risultante dall'operazione necessaria alla rimozione del proiettile (1509), perfettamente riuscita.

Le emorragie venose in aree del corpo dove non si può mettere un tourniquet (testa, collo, torace, addome, natiche), dopo essere state pulite con soluzione fisiologica (oppure con l'acqua più pulita che si riesca a trovare), possono essere trattate dal primo soccorritore con un bendaggio occlusivo, che può riuscire a fermare parte del sanguinamento, se la ferita è superficiale o di striscio. Se proprio non si dispone di bende, potrebbe funzionare anche il nastro adesivo telato impermeabile.
Recentemente (2013) è stato inventato lo "XStat", un metodo di "iniezione" profonda dentro le ferite, di un "bolo" di spugne emostatiche associati a sostanze coagulanti come il chitosano, che i produttori dichiarano capace di arrestare un'emorragia anche copiosa in meno di 30 secondi.
Il danno al cervello o al midollo spinale, anche se cospicuo, spesso non è mortale se non colpisce il mesencefalo oppure i grossi vasi cerebrali, ma a volte causa disabilità controllabili come varie forme di epilessia, ma anche gravi come paralisi tonica o spastica. I colpi di striscio o non penetranti il cranio possono causare commozione cerebrale, che può provocare una lesione per "contraccolpo" nel polo contro-laterale del cervello (come segnalato da Ambroise Paré nel caso di re Enrico II di Francia). L'emorragia cerebrale diffusa ai ventricoli del cervello (specialmente al quarto) porta molto spesso ad una rapida morte. Ferite di striscio, che possono provocare frattura e concavità della scatola cranica possono richiedere il drenaggio del sangue sottostante in ambito della neurochirurgia.
Altre lesioni, non immediatamente mortali (braccia, gambe) possono diventarlo perché l'osso fratturato può produrre un'embolia grassosa ed i muscoli lacerati, compressi possono liberare quantità eccessive di potassio, mioglobina, ecc.
Per ogni ferita d'arma da fuoco esiste l'onnipresente rischio di infezioni, presente in tutti i distretti corporei colpiti, ma specialmente grave quando vengono colpiti intestino tenue e intestino crasso. Per le ferite agli arti e quelle superficiali al resto del corpo, è stato dimostrato che il trattamento con penicillina (ma anche i derivati più moderni come amoxicillina, la ciprofloxacina, il ceftriaxone) possono ridurre morbilità, durata della degenza e mortalità. I feriti all'addome devono essere portati in ospedale immediatamente, dove hanno buone possibilità di essere curati, iniziando con terapie a dosi molto alte di penicillina G e metronidazolo, che quasi subito saranno seguite da chirurgia con resezione di grosse porzioni dell'intestino (vedi l'intervento eseguito a Papa Giovanni Paolo II).
Le ferite d'arma frequentemente hanno effetti gravi e perduranti, anche dopo che la vittima viene adeguatamente trattata ma non è sottoposta ad adeguata fisioterapia ed a chirurgia ricostruttiva e/o plastica. Tipicamente, tra i reliquati possiamo elencare disabilità permanente e problemi estetici. Come regola, tutte le ferite d'arma da fuoco devono essere considerate emergenze mediche da "codice rosso" che richiedono immediata ospedalizzazione. Per legge gli ospedali devono denunciare ogni ferita d'arma da fuoco all'autorità giudiziaria.

## Effetti

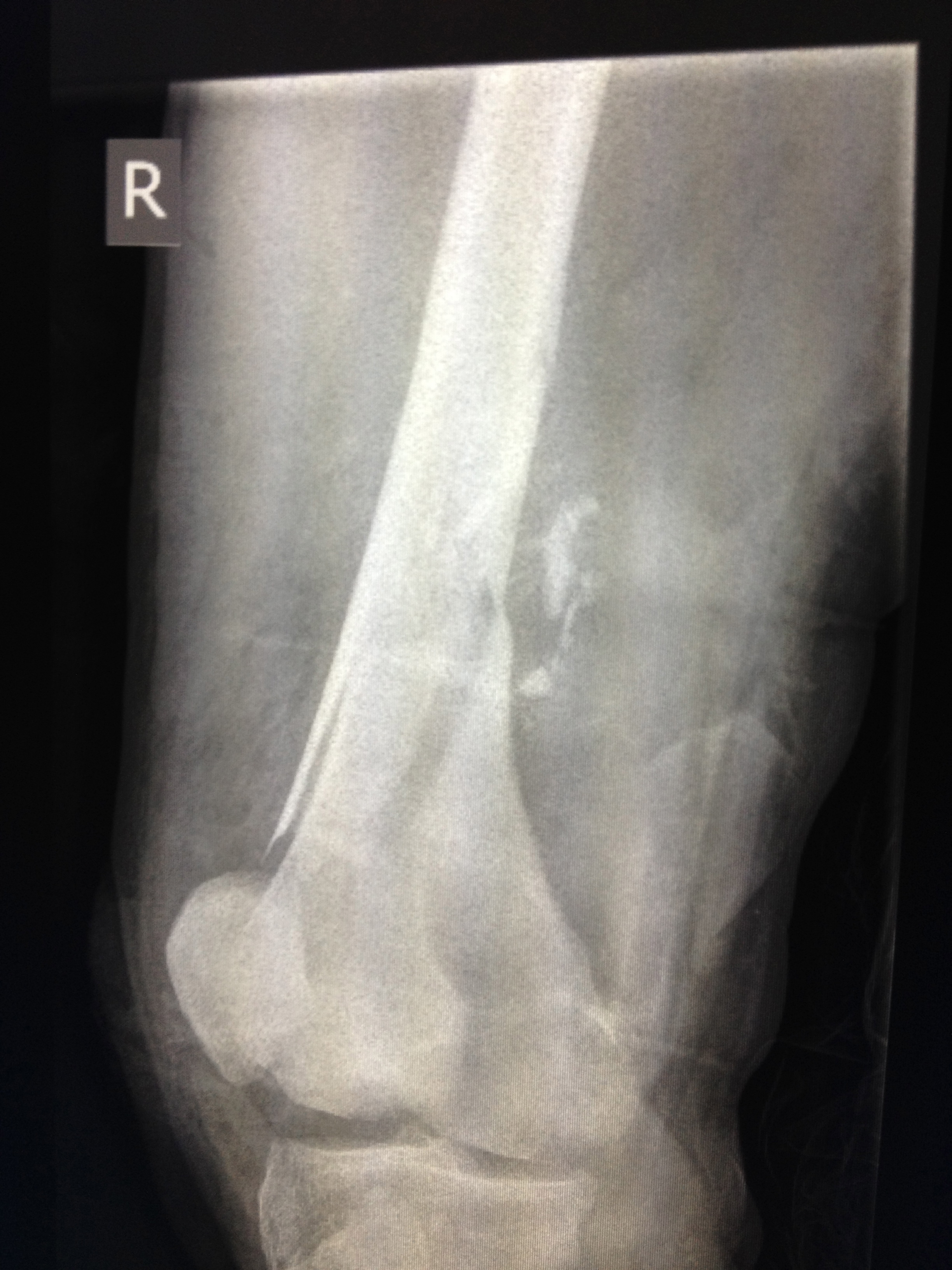
Radiografia di una ferita di pallottola che scheggia il femore sopra la rotula.

Il grado di distruzione dei tessuti causato da un proiettile è correlato alla dimensione della cavità temporanea rispetto alla cavità permanente che si crea quando attraversa i tessuti, roteando ed espandendosi oppure no. L'estensione e forma della cavità, è correlata alle seguenti caratteristiche del proiettile:
- Energia cinetica: = m.v2/2 (dove m è la massa del proiettile e v la sua velocità nel punto d'impatto).

Questo spiega perché le ferite causate da proiettili di grande massa e velocità producono una maggiore distruzione dei tessuti rispetto a quelli di bassa massa e velocità.
- Beccheggio
- Deformazione
- Frammentazione

I danni che può provocare una pallottola a un corpo umano o animale, sono studiate dalla balistica terminale, che investiga il comportamento di penetrazione, rotazione, espansione e frammentazione dei proiettili più spesso nel gel balistico ma anche a volte su carcasse di animali, oltre a servirsi delle statistiche della medicina forense.

### Ferite da pallini da fucile a pompa e da caccia
I pallini da caccia e quelli del fucile a pompa in teoria non sono molto penetranti se sparati a distanza, si suppone che possano penetrare la cute, il sottocutaneo ed essere fermate dalla prima fascia muscolare incontrata, generando contusione dei tessuti molli sottostanti. Ma colpi ravvicinati potrebbero causare lesioni molto estese e profonde, finanche fratture, proprio per la grande energia cinetica posseduta complessivamente da tutta la massa dei pallini (vedi radiografia sopra).

### Ferite da pallottola e pallettoni
Le ferite da pallottola possono avere un orifizio d'uscita che in genere è più grande di quello d'entrata (a causa dell'apertura a "fungo" o "fiore" della pallottola, oppure perché trascinano tessuto compatto e/o ossa), e per colpi ravvicinati (come nel caso del suicidio o nelle esecuzioni) si ha un annerimento dovuto alla polvere da sparo.
Il calibro 7,62 è molto diffuso tra le armi militari (7,62 × 51 mm per fucile NATO-FN FAL, .30-06, 7.62 x 54, 7,62 × 39 mm per AK-47 e successivi). Pallottole in questi calibri hanno spesso un nucleo in acciaio, incamiciatura in rame, base in piombo che arretra il baricentro provocando una devastante rotazione del proiettile. I proiettili civili più moderni hanno una punta in polimeri o in argento che permette una grande gittata, una grande penetrazione iniziale anche di giubbotti in kevlar, ma una volta passata la corazza la punta si erode rapidamente, il proiettile si apre "a fungo" come un "hollow point" che si espande e il baricentro arretrato provoca la rotazione del proiettile dopo la sua entrata. Il 7,62 non soltanto provoca anche un foro di uscita, ma può uccidere una persona dietro la prima colpita. Il fucile d'assalto più diffuso è il Kalashnikov AK-47: sono in uso 100 milioni di esemplari circa.
Il calibro 5,56 × 45 mm NATO (sparato ad esempio dal fucile M16) ha come caratteristiche la maggiore velocità d'uscita dalla canna da fuoco, un peso del proiettile che è la metà di quello del 7,62 mm e la tendenza a frammentarsi e a imbardarsi attorno al loro asse (cosa che provoca ferite devastanti e facilmente mortali).
Il calibro 9 × 19 mm Parabellum viene spesso utilizzato in pistole o in mitragliette, con proiettili a breve gittata di grande massa e bassa velocità iniziale, che dopo aver penetrato il corpo tendono ad aprirsi a fungo molto rapidamente (se sono del tipo a espansione o "hollow point"), causando una grande distruzione interna, senza foro di uscita, e dunque "scaricando" tutta la loro energia cinetica dentro il corpo colpito (grande potere di arresto). In Italia questo calibro è riservato a militari e forze dell'ordine.
In Italia sono molto comuni le pistole Beretta 98FS, che utilizzano munizioni in calibro 9 × 21 mm IMI, spesso utilizzate per la difesa delle abitazioni e proprietà varie Un utilizzo non letale da parte di un tiratore esperto prevede di colpire l'anca (provocando una ferita spesso non letale ma molto dolorosa) oppure il braccio o la spalla destra per danneggiare i nervi verso la mano e causare un intenso dolore (c'è un minor rischio di colpire il cuore, ma c'è rischio di colpire il polmone, causando un pneumotorace da operare entro 30 minuti). Chi utilizza questo calibro per assassinio preferisce sparare in viso, al collo o al cuore.
Le lesioni causate dalle armi da fuoco dello stesso calibro possono variare ampiamente da caso a caso, dal momento che la localizzazione della ferita può trovarsi in ogni parte del corpo, con ampie variazioni nella distruzione dovute al punto di entrata, alla direzione di provenienza e alla distanza percorsa dal proiettile. Spesso anche il percorso e la possibile frammentazione del proiettile all'interno del corpo diventano molto complessi, fino ad essere imprevedibili, ad esempio le ossa tendono a deviare i proiettili e quelli che colpiscono con grande inclinazione tendono a seguire traiettorie curve lungo l'interfaccia fascia muscolare-pannicolo adiposo (in casi fortunati "rimbalzano" sul muscolo e tornano nel grasso come "locus minor resistentiae"). La dinamica delle ferite da pallottola è studiata dalla balistica terminale.
La prognosi peggiore riguarda le ferite penetranti il cranio, oppure il torace, se il proiettile spezza le costole oppure si infila tra di esse, penetrando la pleura, ed il polmone, dal momento che ha la consistenza di una spugna, viene facilmente dilaniato e si possono avere lesioni dell'endocardio; pneumotorace "aperto"; embolia gassosa; embolia "da proiettile"; tamponamento cardiaco che sono rapidamente mortali. Si può avere, anche, rottura dell'albero tracheo-bronchiale, rottura del diaframma, perforazione dell'esofago, contusione del miocardio, lesione del pericardio ed altre lesioni vascolari. A causa di tutte queste evenienze, la mortalità si aggira attorno all'85%, se il paziente non viene operato entro i 30 minuti dall'insorgenza della lesione.

## Origini del trattamento medico-chirurgico

### Amputazione
L'amputazione degli arti, o di sezioni di essi, può essere una onerosa decisione per il chirurgo (anche se spesso è stata già eseguita parzialmente dallo stesso agente patogeno, ad esempio mani o piedi sbrindellati da petardi, da mine antiuomo o da numerosi proiettili), che è indotto a praticarla se si trova davanti a ferite molto ampie e profonde, frastagliate, sporche di fango e altri materiali estranei, con molteplici arterie che sanguinano copiosamente. In alcuni casi, l'amputazione trova piena giustificazione perché i nervi motori sono stati tagliati e dunque si perderà comunque la funzionalità dei muscoli distali alla ferita che diventeranno atrofici. Inoltre, esiste sempre il pericolo di gangrena, dovuta alla presenza di spore nei campi arati.

### Unguenti per alleviare il dolore e per la cicatrizzazione
Dalla scuola di Montpellier, proveniva il chirurgo Guy de Chauliac (1290-1368), autore de La grande chirurgia, fu il primo a fare osservazioni sulle ferite da arma da fuoco, utilizzate per la prima volta dagli inglesi nel 1346 nella battaglia di Crécy. Tra le note di questo chirurgo si trova ciò che deve trovarsi dentro la borsa del perfetto chirurgo:

### Legatura delle arterie

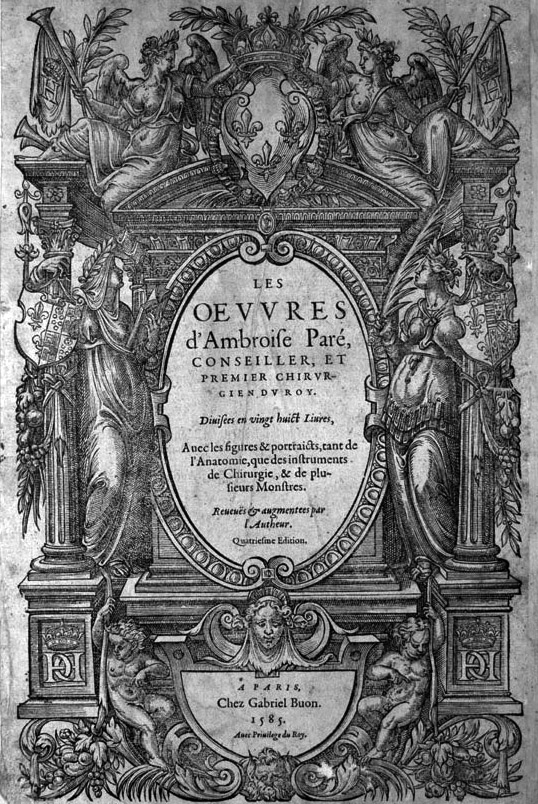
"Les Oeuvres", trattato di chirurgia e traumatologia di Ambroise Paré, anno 1575.

Nel XVI secolo il grande chirurgo Ambroise Paré scoprì un metodo per trattare le ferite (anche interne) con un unguento (composto da olio di rose, trementina, tuorlo d'uovo), che sostituì il metodo tradizionale che prevedeva di cauterizzare con olio d'oliva bollente una ferita che di solito era pulita, ossia era il moncherino risultante dall'amputazione (fatta con una sega chirurgica speciale) di un tratto di avambraccio o polpaccio, asportando così la parte dove si trovava una ferita che in genere era multipla, frastagliata, infetta (e spesso includeva anche un tratto di osso con una frattura scomposta a rischio di andare incontro ad osteomielite). Ambroise Paré sviluppò una tecnica chirurgica evoluta che prevedeva sia la legatura delle arterie (che aumentava però i casi d'infezione), sia il lavaggio e lo sbrigliamento chirurgico ("debridement") del tessuto lacerato, necrotico e sporco. Tra le varie terapie che Paré applica con successo, vi è un unguento di cipolle tritate che si rivelò molto efficace nella terapia di ustioni sulla pelle, provocate dalla polvere da sparo (La cipolla contiene composti dello zolfo, quercetina e altre sostanze utilizzati nelle pomate lenitive, applicare previo lavaggio dell'area interessata).

### Anestesia
Sempre nel XVI secolo il grande medico Paracelso elabora per la prima volta il laudano (tintura di oppio), un composto a base di alcol e oppio, fortemente capace di creare tossicodipendenza. La formula odierna è stata proposta dal medico inglese Thomas Sydenham.
L'anestesia inalatoria con etere è stata scoperta nel 1842 dal dentista statunitense Crawford Long. Quella con protossido di azoto è stata scoperta da Horace Wells nel 1844. Il primo grande studioso delle procedure e rischi dell'anestesia per inalazione, inventore anche di un efficace apparato per somministrala, è stato il dentista William Green Morton, autore di decine di articoli scientifici. Attualmente negli interventi chirurgici con grosse perdite di sangue si preferisce la ketamina, dal momento che non provoca abbassamento della pressione arteriosa.

## Stadi della procedura chirurgica odierna
Dopo aver completato le procedure di routine dell'Advanced Trauma Life Support si passa a procedure più specifiche per le ferite da arma da fuoco, schegge da esplosione, armi bianche, ecc.

### Preparazione alla chirurgia
Prima dell'intervento chirurgico, il sito della Croce Rossa Internazionale consiglia la somministrazione di 5 milioni di unità di penicillina G e le immunoglobuline antitetaniche, oltre al vaccino con il tossoide antitetanico.

### Ispezione esterna
L'ispezione esterna permette di capire se il colpo è partito da vicino (cute annerita) oppure da lontano, se ha margini regolari o frastagliati, se la ferita possiede anche un foro di uscita, se è sporca di fango (allora l'escissione dovrà essere più radicale). Infine infilando un dito (col guanto chirurgico) nella ferita, si valuterà la profondità della cavità, la sua estensibilità e la possibilità che si diminuisca o si crei un'emorragia. In pazienti con molteplici ferite, bagnati di sangue, si potrebbe dimenticare qualche ferita anche grave. In pazienti svenuti, oggetto di ferite di piccolo calibro senza foro di uscita, potrebbe essere difficile identificare il punto di entrata.
Le ferite da pallini da caccia ai volatili, comuni negli incidenti di caccia, possono essere poco profonde, arrivando fino alla fascia muscolare. Essendo lesioni multiple, un pallino può sfuggire all'osservazione e provocare estese lacerazioni delle superfici di contatto tra muscolo e grasso sottocutaneo. I pallini tendono a contaminare la ferita con piccoli brandelli dei vestiti ed eventuale sporcizia su di essi, dunque sono ferite da ispezionare e lavare bene, richiedono escissioni non modeste.
Le ferite di pistola di basso calibro (.22), oppure di fucile 5,56 NATO "full metal jacket" (sparata da lunga distanza), non inquinate da frammenti di vestiti, e che tendono a non disintegrarsi, ne ad "aprirsi", potrebbero richiedere incisioni ed escissioni di lieve entità, anche se spesso è necessario asportare la pallottola ritenuta sull'osso o tra i muscoli.

### Anestesia
Abitualmente, in assenza di un anestesista-rianimatore, si utilizza come anestesia la ketamina, che di solito è ben tollerata (causa ipertensione nei soggetti normotesi, ma non abbassa la pressione agli ipovolemici). Spesso la si associa ad altri calmanti e ipnotici come il lexotan e/o il valium. In luoghi dove non si dispone di alcuna anestesia, si può far assumere al ferito piccole dosi di super-alcolici come grappa, whiskey, ecc.

### Incisione
L'incisione viene eseguita per conseguire una migliore ispezione della ferita, per poterla lavare bene (anche con acqua bollita), per accedere ai vasi che dovranno essere legati o cauterizzati, per identificare accuratamente nervi e vasi linfatici (assolutamente da non tagliare). L'incisione è un compito difficile e delicato, che negli arti deve essere effettuato longitudinalmente, lungo il loro asse maggiore, e che implica una buona conoscenza dell'anatomia, per evitare di ledere soprattutto vasi e nervi, ma anche tendini che potrebbero portare a gravi perdite della funzionalità. L'incisione permette di avere accesso ad un ampio campo che permetterà la successiva escissione. L'incisione permette di alleviare l'edema e diminuire la compressione sulle strutture ancora sane, per questo viene lasciata aperta anche dopo la fine dell'intervento.

### Legatura e cauterizzazione
I vasi sanguinanti, oltre ad accelerare il dissanguamento, il rischio di shock ipovolemico e, di conseguenza, la morte, inondano il campo operatorio con sangue che rende difficile l'identificazione delle strutture più fini e la valutazione della funzionalità dei muscoli e tessuto sottocutaneo da scindere. Le arterie possono essere legate con la tecnica di Ambroise Paré ed i vasi più piccoli cauterizzati con la tecnica tradizionale.

### Escissione-debridement
Nell'escissione si identificano le parti di muscolo fortemente contaminate, lacerate, tagliate e/o devitalizzate, dalla pallottola o scheggia, che in seguito andranno in necrosi, e si tagliano il più vicino possibile ai capi tendinei, salvando l'integrità di vasi e nervi.
In francese (ma anche in inglese) questa procedura di rimozione di tessuto necrotico, di aderenze, di pus, viene definita debridement, cosa che serve per prevenire ulteriore infezioni, necrosi e sepsi.

### Zaffare
Una volta asportato il tessuto, si procede ad un ulteriore lavaggio con soluzione fisiologica, all'ulteriore cauterizzazione di piccoli vasi sanguinanti (che in luoghi lontani da un pronto soccorso si potrebbe fare anche con cucchiai e/o coltelli bolliti e arroventati). Infine si procede a "zaffare" con garza idrofila imbevuta in iodopovidone, che subito verrà sostituita con un'altra (per identificare altre piccole emorragie da cauterizzare) operazione che, infine, verrà rifatta molte volte, dato che la garza va sostituita periodicamente. Anche per poter ripetere queste procedure si lascia la ferita aperta.

### Drenaggio
Anche se la ferita non viene chiusa, può essere necessario un drenaggio con una sonda collegata ad un palloncino a soffietto collassato per garantire la fuoriuscita di liquidi dal contenuto di fasce muscolari più interne.